# Groningen (cavallo)
Il cavallo Groningen è un quadrupede di razza neerlandese utilizzato per il tiro leggero e lavori agricoli. È strettamente associato alle razze pesanti di sangue caldo come il Frisone Orientale. Questa razza fu vicina all’estinzione durante la metà del ventesimo secolo poiché un significativo numero di cavalle furono utilizzate negli incroci per dare origine all’Olandese a sangue caldo, lasciando pochi purosangue Groningen.

## Storia e origini
La razza è stata selezionata attraverso incroci con l'Oldenburg, con il Frisone Occidentale e con minimi apporti di sangue di giumente locali da tiro. Successivamente è stato aggiunto anche sangue di Frisone Orientale, grazie al quale si è giunti ad un cavallo da lavoro, molto robusto, piuttosto limitato nei movimenti, con spalle dritte e schiena molto lunga.
Sebbene le procedure di selezione fossero in uso da molti anni, i primi registri dei cavalli olandesi non furono fondati fino alla fine del XIX e all'inizio del XX secolo. Il Libro genealogico del cavallo dei Paessi Bassi settentrionali a sangue caldo o NWP (Nederlands Warmbloed Paard), regolava l'allevamento dei cavalli nelle province di Groninga, Frisia e Drenthe, mentre il NSTg  (Nederlands Stamboek Tuigpaard) fece lo stesso per le province meridionali, tra cui la Gheldria.  Gli obiettivi dei registri erano diversi a seconda delle razze di cui si occupavano, specialmente in base alle differenze nella composizione del suolo del paese all'interno del quale erano allevati: Groningen possedeva terreno pesante, umido e argilloso e proprio per questo necessitava di un cavallo particolarmente robusto per lavorarlo, mentre il terreno di Gelderland era più sabbioso.

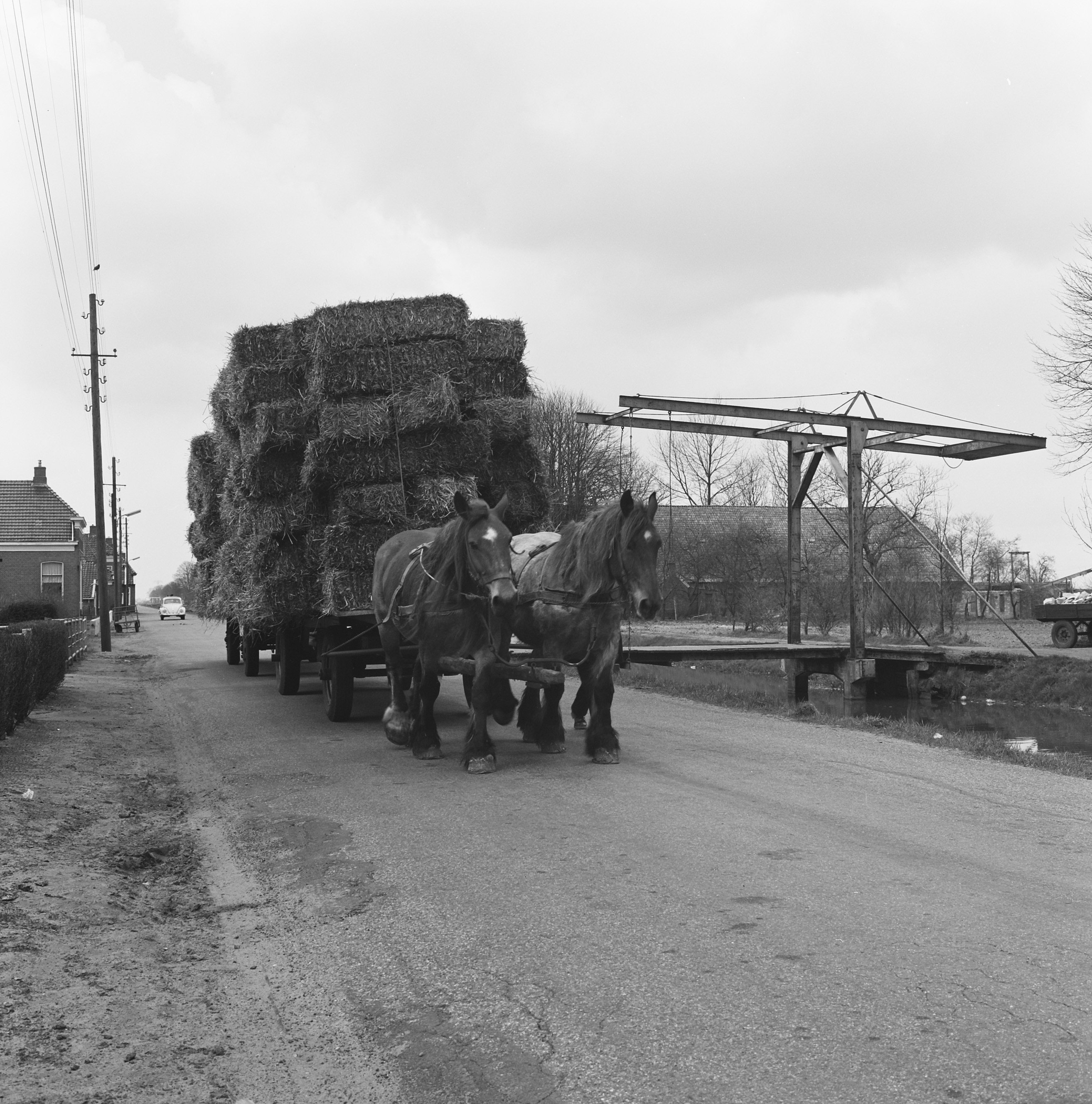
Lavori tipo a cui furono destinati i primi Groningen

Tuttavia, entrambi i libri genealogici miravano a produrre un cavallo che potesse eseguire lavori agricoli, conservando quanta più eleganza possibile per renderli attraenti come cavalli da carrozza. Così all'inizio del Novecento, con l'aggiunta di sangue Suffolk Punch (razza inglese resistente, con buon trotto e ottima morfologia), la razza Groningen guadagnò in compattezza e andature e migliorò nella conformazione, con lo sviluppo di un tronco possente ma più corto e di quarti molto forti e larghi. 
Poiché le fattrici venivano utilizzate in gran numero per l'allevamento incrociato con altre linee, la razza Groningen cominciò ad essere in pericolo di estinzione, in special modo durante l'industrializzazione dell'Europa a causa dell'utilizzo sempre più frequente di trattori, che con il tempo hanno prevalso nel controllo dei settori agricoli. L'effetto fu così intenso che, nel 1978, rimase un stallone di razza pura che fu salvato da un macellaio.
Gli allevatori interessati presero il cavallo e iniziarono ad accoppiarlo con 20 fattrici di Oldenburg. La razza riuscì a rianimarsi, ma a un ritmo lento. Al momento, il Groningen è stato assorbito dalla razza Olandese a sangue caldo ed è stato designato come "tipo base" nel libro genealogico. Attualmente ci sono 15000 esemplari di cavalli Groningen e circa 40 puledri nascono ogni anno.

## Morfologia
Il cavallo Groningen è una razza di tipo mesomorfa, che presenta un peso medio di 550 kg e un'altezza al garrese di circa 160-170 cm. Sono presenti dei valori di statura minima entro i quali devono rientrare gli esemplari: 1.60 m al terzo anno di età per stalloni e castroni, 1.68 m per le fattrici. Il mantello è molto vario; tra i più frequenti vi sono il baio, baio scuro e morello, ma è possibile anche rilevare sfumature cromatiche tendenti al nero o al grigio. Spesso è inoltre caratterizzato da frequenti marcature bianche su muso e arti. La testa è leggera, le orecchie lunghe e ben piazzate, con occhi grandi, distanziati e dotati di dolce espressione. Il collo, lungo, arcuato e possente è sorretto da un garrese piuttosto ampio e basso. Possiede complessivamente una corporatura forte, caratterizzata da un busto largo e profondo, e una muscolatura omogeneamente sviluppata, specialmente nella zona della coscia. Gli arti sono leggermente corti, ma nonostante ciò solidi e resistenti; gli avambracci hanno una buona dimensione, data dalla muscolosità della quale sono provvisti, ma anche dall'ossatura particolarmente robusta, i garretti sono larghi e forti e i tendini proporzionati e vigorosi. I piedi presentono una forma rotondeggiante e terminano con un'unghia resistente.

### Andature
Per quanto riguarda le andature, il cavallo presenta una camminata composta con un lungo passo, un trotto dinamico e un galoppo appena sufficiente. Con il tempo il galoppo ha perso importanza a causa dell'utilizzo principale del cavallo come forza lavoro, e a portato d'altra parte a uno sviluppo di più forte ed espressivo del trotto. ll Groningen è un cavallo molto dedito al lavoro, di temperamento forte ma buono, motivo per cui viene tipicamente mostrato con delle briglie bianche, senza l’utilizzo della cavezza. Le Filly, cavalle di un'età inferiore ai quattro anni, vengono chiamate secondo il gusto personale dell’allevatore mentre i puledri seguono una linea patriarcale.

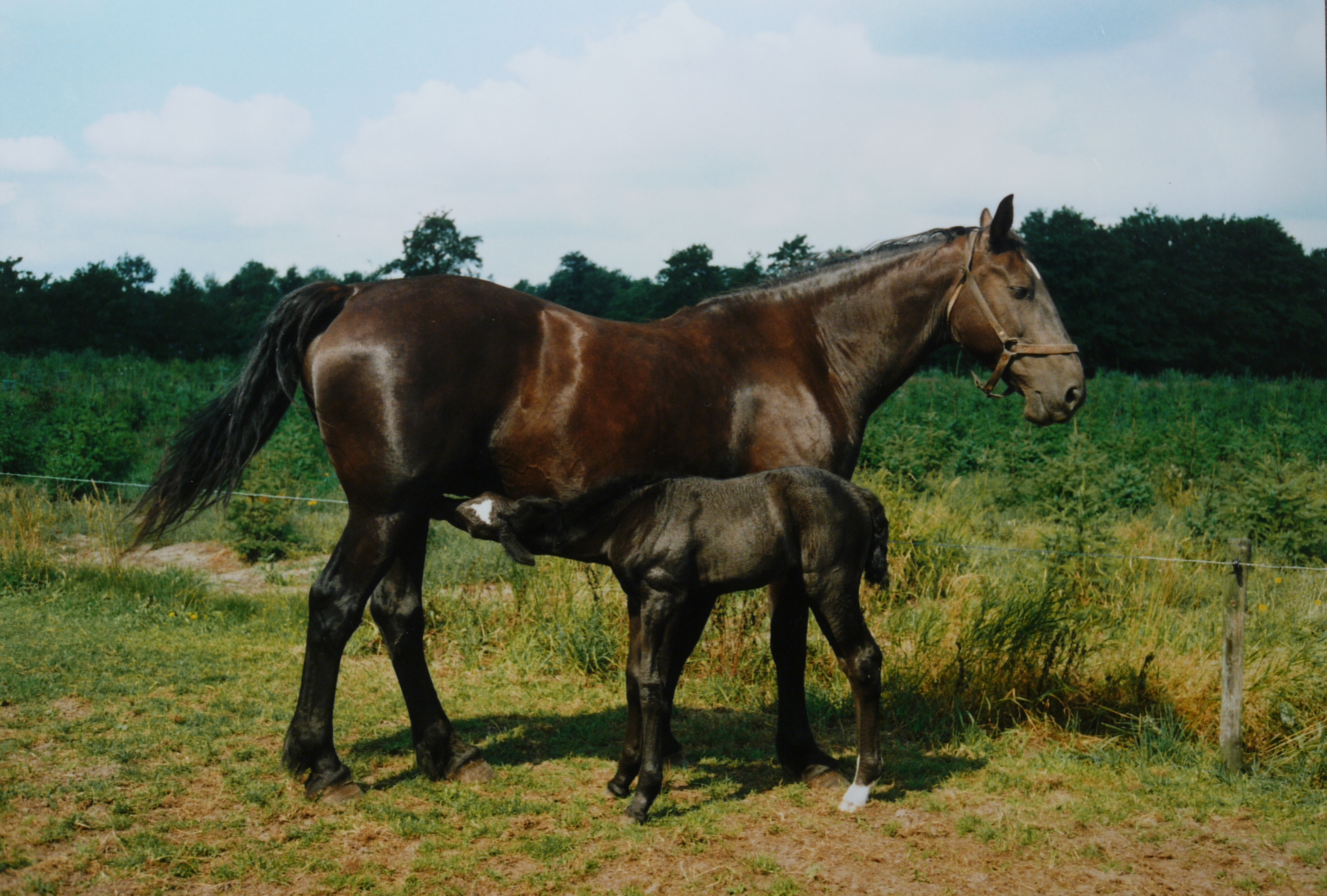
Giumenta con puledro

## Attitudini e usi
Il cavallo Groningen ha uno status ufficiale di razza da compagnia. I suoi usi sono piuttosto vari: in passato è stato utilizzato come cavallo da tiro medio nell'agricoltura e nel trasporto, poiché possedeva i requisiti di bontà e di prontezza e resistenza nel lavoro. Successivamente ha acquisito popolarità anche nell'ambito del turismo equestre come cavallo da sella, poiché grazie al suo carattere pacato e gentile riesce ad instaurare un buon rapporto di fiducia con l'uomo. La loro nicchia attuale è quella degli attacchi, sport in cui possono competere anche a livello internazionale.